# Blepharocalyx eggersii
Blepharocalyx eggersii är en myrtenväxtart som först beskrevs av Hjalmar Frederik Christian Kiaerskov, och fick sitt nu gällande namn av Leslie Roger Landrum. Blepharocalyx eggersii ingår i släktet Blepharocalyx och familjen myrtenväxter. Inga underarter finns listade i Catalogue of Life.